# Lesumstotel
 Lesumstotel  ist eine von sechs Ortschaften der Gemeinde Ritterhude im Landkreis Osterholz in Niedersachsen und hat rund 800 Einwohner. Mit der Ortschaft Werschenrege bildet Lesumstotel eine Dorfgemeinschaft mit gemeinsamer Kirche (in Werschenrege) und einer gemeinsamen Dorfgemeinschaftsanlage (in Lesumstotel) mit Feuerwehrhaus.

## Geschichte
Am 1. März 1974 wurde Lesumstotel in die Gemeinde Ritterhude eingegliedert.

## Vereine
- Sportverein TSV Lesumstotel
- mehrere Gesangvereine
- Erntefestkomitee Lesumstotel/Werschenrege
- Freiwillige Feuerwehr Lesumstotel/Werschenrege

## Regelmäßige Veranstaltungen
Jährliche sich wiederholende Höhepunkte sind das Erntefest mit großem Festumzug und das Dorfgemeinschaftsfest. Außerdem jährliche Sportfeste des TSV Lesumstotel. Die „Freiwillige Feuerwehr Lesumstotel-Werschenrege“ veranstaltet jährlich ein großes Heringsessen, was immer am ersten Samstag im November stattfindet, mit Tanz in der Halle der Dorfgemeinschaftsanlage.